# 1620년
1620년은 수요일로 시작하는 윤년이다.

## 연호
- 명(明) 만력(萬曆) 48년 / 태창(泰昌) 원년
- 후금(後金) 천명(天命) 5년
- 일본(日本) 겐나(元和) 6년
- 후 레 왕조(後黎朝) 빈또(永祚) 2년
- 막 왕조(莫朝) 끼엔통(乾統) 28년 / 롱타이(隆泰) 3년

## 기년
- 류큐(琉球) 쇼네이왕(尚寧王) 32년
- 명(明) 신종 만력제(神宗 萬曆帝) 48년 / 광종 태창제(光宗 泰昌帝) 원년
- 후금(後金) 태조 천명가한(太祖 天命可汗) 5년
- 조선(朝鮮) 광해군(光海君) 12년
- 후 레 왕조(後黎朝) 신종(神宗) 2년

## 사건
- 9월 16일(율리우스력 9월 6일)- 102명의 영국 청교도 태운 메이플라워 호, 플리머스 항 출항
- 11월 21일(율리우스력 11월 11일) - 청교도들이 메이플라워 호를 타고 매사추세츠주 케이프코드에 상륙했다.
- 스코틀랜드 마녀사냥 발발.

## 사망
- 1월 23일 - 조선의 추존 국왕 원종.